# Canova (Dakota del Sud)
Canova és una població dels Estats Units a l'estat de Dakota del Sud. Segons el cens del 2000 tenia 140 habitants.

## Demografia
Segons el cens del 2000, Canova tenia 140 habitants, 62 habitatges, i 38 famílies. La densitat de població era de 168,9 habitants per km².
Dels 62 habitatges en un 21% hi vivien nens de menys de 18 anys, en un 53,2% hi vivien parelles casades, en un 6,5% dones solteres, i en un 38,7% no eren unitats familiars. En el 33,9% dels habitatges hi vivien persones soles el 9,7% de les quals corresponia a persones de 65 anys o més que vivien soles. El nombre mitjà de persones vivint en cada habitatge era de 2,26 i el nombre mitjà de persones que vivien en cada família era de 2,87.
Per edats la població es repartia de la següent manera: un 24,3% tenia menys de 18 anys, un 5% entre 18 i 24, un 28,6% entre 25 i 44, un 19,3% de 45 a 60 i un 22,9% 65 anys o més.
L'edat mediana era de 40 anys. Per cada 100 dones de 18 o més anys hi havia 100 homes.
La renda mediana per habitatge era de 24.500 $ i la renda mediana per família de 33.750 $. Els homes tenien una renda mediana de 33.438 $ mentre que les dones 15.417 $. La renda per capita de la població era de 14.624 $. Entorn del 7,1% de les famílies i el 12,7% de la població estaven per davall del llindar de pobresa.

## Poblacions més properes
El següent diagrama mostra les poblacions més properes.